# Gran Pajatén

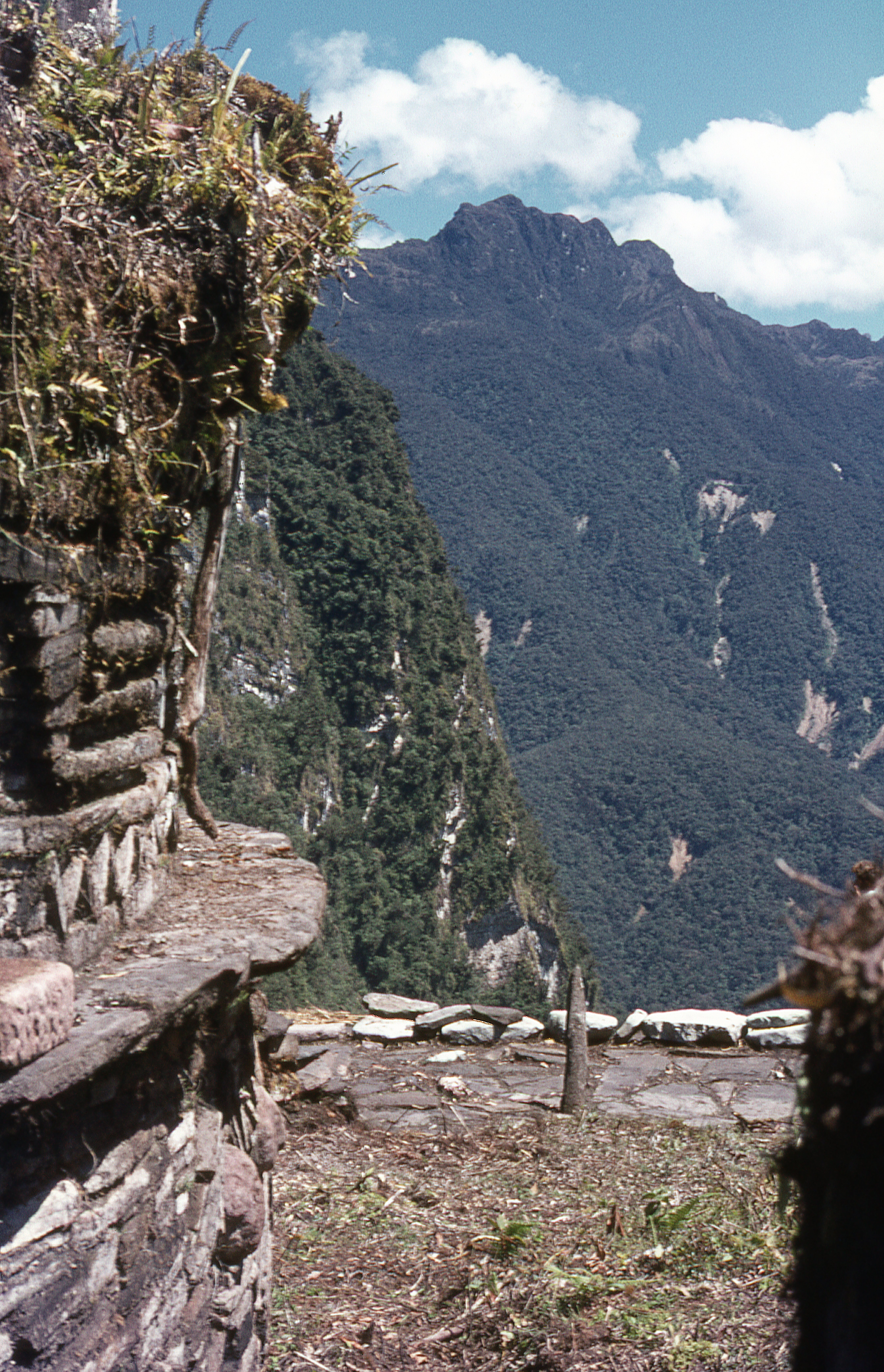
Esplanade face aux habitations

Gran Pajatén est un site archéologique situé dans la forêt andine du Pérou, à la frontière de la région de La Libertad et San Martín, entre les rivières Marañon et Huallaga. Le site archéologique se situe dans le parc national du Río Abiseo, créé en 1983. Le parc est reconnu au Patrimoine mondial naturel de l'UNESCO en 1990 et culturel en 1992. C'est également une réserve de biosphère de l'UNESCO depuis 2016.
Afin de protéger les ruines fragiles et l'environnement menacé, le site archéologique et le parc national ne sont actuellement pas ouverts aux visiteurs sans autorisation du ministère de l'Agriculture du Pérou et Institut national de la culture.
Le site annexe de Los Pinchudos est situé à proximité du Gran Pajatén.

## Description

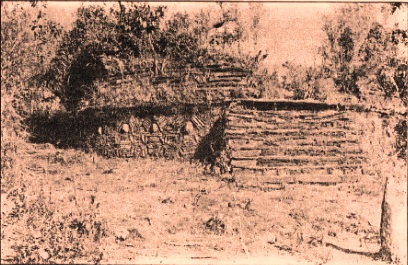
Vue de l'édifice principal de Gran Pajaten en 1985.

Gran Pajatén se trouve sur une colline au dessus de la vallée de la rivière Montecristo et se compose d'une série d'au moins vingt-six structures circulaires en pierre sur de nombreuses terrasses et escaliers. Les ruines occupent une superficie d'environ 20 000 m2. Les principaux bâtiments sont décorés de mosaïques d'ardoises représentant des motifs humains, oiseaux et géométriques. L'analyse des échantillons de céramique et des datations par le radiocarbone montre que la zone était occupée dès 200 avant notre ère, mais les ruines du bâtiment visibles sur le site actuel ont été construites pendant la période inca. Basée principalement sur des preuves architecturales, la construction est attribuée à la culture Chachapoyas.

### Découverte
Le site est censé avoir été découvert vers 1940 par un habitant de Juanjuí nommé Eduardo Pena Meza en explorant la région pour évaluer un projet de route. Cependant, il n'y a aucune preuve que les ruines qu'il a rencontrées étaient celles de Gran Pajatén ou bien les ruines d'un autre établissement préhispanique abandonné. Par conséquent, la "découverte" de Gran Pajatén est attribuée aux villageois de la ville de Pataz en 1963. Après avoir été guidé sur le site par les villageois de Pataz en 1965, une expédition officielle du gouvernement péruvien visite le site et commence à dégager la végétation à la fin de l'année 1965. En 1966, le gouvernement péruvien met en place un héliport et dégage une grande partie de la végétation protectrice qui entourait le site. Beaucoup d'années plus tard, ces actions ont suscité des critiques en raison de la nature délicate du site archéologique. Sans la protection de la végétation dense, les ruines de pierre ont commencé à se détériorer rapidement.

### Préservation
En 1985, une équipe dirigée par le département d'anthropologie de l'Université du Colorado commence un important projet de recherche à Gran Pajatén et les sites archéologiques environnants le parc. L'expédition a été largement diffusée, et cette deuxième enquête à grande échelle a conduit à de nouvelles discussions sur l'ouverture du site au tourisme. Une expédition télévisée péruvienne en 1990 a de nouveau dégagé la végétation protectrice du site et a endommagé les ruines. À l'heure actuelle, il existe des plans pour la construction de plusieurs routes et infrastructures touristiques dans la région. Aucun des deux n'a été mis en œuvre en raison de la fragilité des ruines et du coût élevé de la conservation du site tout en minimisant les impacts touristiques sur son intégrité archéologique et son contexte environnemental.

### Projet de recherche
La technologie LIDAR est envisagée par le Ministère de la Culture péruvien pour étudier le site sans altérer les ruines.